# Тайный скандал
Тайный скандал (итал. Scandalo segreto) — итальянский драматический кинофильм, выпущенный 2 апреля 1990 года. В фильме Моника Витти выступила как режиссер, сценарист и сыграла главную роль. Это последний фильм в кинокарьере Моники Витти. Фильм получил две премии «Золотой глобус» и награду «Давид ди Донателло».

## Сюжет
В свой день рождения Маргерита получает видеокамеру от приятеля, который является режиссером. Она решает использовать устройство, чтобы вести дневник своей жизни. Однажды Маргерита случайно оставила камеру в режиме автоматической съемки в спальне. В итоге камера зафиксировала сцену измены мужа Маргериты — Паоло с ее лучшей подругой. После этого следует развод супружеской пары, что вызвало у Маргериты депрессию с попыткой суицида. Ее приятель, режиссер, что дал камеру, изучает пленку, и делает вывод, что это интересный материал для фактического фильма.